# 吉川ひより
吉川 ひより（よしかわ ひより、2001年8月12日 - ）は、日本のアイドル、歌手、タレント。超ときめき♡宣伝部のメンバー。千葉県出身。スターダストプロモーション所属。FM FUJI『吉川ひよりの超♡まっ茶りタイム!』MC。

## 略歴
6年間ヒップホップをしていて、小学2年生ぐらいの時に安室奈美恵を見て歌手になりたいという夢を抱く。
モーニング娘。のメンバーオーディションで4次審査まで進んだことから芸能界に興味を持ち、オーディションを経て事務所入り。
2015年1月31日・2月1日、少女劇団いとをかし 第2回公演『ともだちの数え方』に出演。
2015年4月、私立輝女学園に第2期生として加入。同年4月11日、『生放送!!私立輝女学園SEASON2』（J:COM）初回放送にて番組を盛り上げる宣伝部として私立輝女学園の中から選抜され、ときめき♡宣伝部（現 超ときめき♡宣伝部）のメンバーとなった。ときめき♡宣伝部（現 超ときめき♡宣伝部）ではときめき♡グリーン（現 超ときめき♡グリーン）担当となる。
2022年4月5日から2024年9月24日まで、BAYFMのラジオ番組『ジェネZZ』にDJとしてレギュラー出演していた。2023年4月4日放送回にコレサワがゲスト出演し、吉川が大ファンであるコレサワに曲を書いてほしいとお願いしたのがきっかけとなり、グループの代表曲「最上級にかわいいの!」が生まれた。コレサワは同曲の作詞で第66回日本レコード大賞の作詞賞を受賞し、超ときめき♡宣伝部もパフォーマンスした。
2024年10月7日からFM FUJIのラジオ番組『吉川ひよりの超♡まっ茶りタイム!』（毎週月曜20:00 - 20:56）にMCとしてレギュラー出演している。吉川にとって初の冠番組となる。
2024年12月4日に発売された超ときめき♡宣伝部のアルバム『ときめきルールブック』に収録された「未完成ガール」では初めて作詞を担当した。
2025年8月13日、自身が作詞したソロシングル『来世でも誇れる人生をっ！』が配信リリースされた。

## 人物
- 愛称は、ひよりん、ぴよ。
- 趣味は、歌うこと、料理。
- 特技は、即興ものまね、即興宣伝ダンス、即興ソング、一発ギャグ[1]。
- TikTok音楽チャート1位を獲得した超ときめき♡宣伝部「超最強 スマホのカメラロールver.」において、「スマホのカメラロールなんて―」[10]のパートを歌っているのが吉川である。
- 歌ってみた動画として「secret base〜君がくれたもの〜」[11]（ZONE）、「ファジーネーブル」[12]（Conton Candy）、「♡人生♡」[13]（コレサワ）をカバーした。
- 好きな食べ物は、抹茶、ママの手料理。
- 好きな言葉は、今日も明るく元気よく
- みんなを楽しませるのが大好き[14]。ムードメーカー。2024年ごろから『千鳥の鬼レンチャン』といったバラエティー番組などの出演が増え、2025年5月からは『シューイチ』（日本テレビ系列）に「シューイチ★セブン」リポーターとして出演している。
- 自分の好きなパーツは、えくぼ[15]。
- 一昔前のギャル風キャラクター「ひよぽよ」がある。YouTube番組「ときめき♡バロメーター上昇TV」で生まれた[16]。

## 出演
※ 超ときめき♡宣伝部（旧 ときめき♡宣伝部）、私立輝女学園、STAR PLANET（旧 STARDUST PLANET）としての出演はそれぞれのページを参照。

### テレビ
- 痛快TVスカッとジャパン（2018年10月15日、フジテレビ系列）[17]
- 新しいカギ（2021年4月23日、フジテレビ系列） - コーナー「突然ですが辛なってもいいですか?」に声で出演[18]
- 現役アイドルが選ぶ！なつエモアイドルソングランキング（2021年11月5日、BSスカパー!）[19]
- ザ!世界仰天ニュース（2023年1月3日[20]、2024年6月11日[21]、日本テレビ系列）
- バキバキ☆ビート!Ⅱ（2023年9月16日深夜（VTR）、サンテレビ） - 菅田愛貴と共に出演[22]
- 市町村てくてく散歩 秋スペシャル（2023年10月28日、チバテレ）[23]
- 御社でインターンよろしいでしょうか? （2024年3月9日、BS-TBS）[24]
- ハマダ歌謡祭・オオカミ少年（2024年4月5日、TBSテレビ）[25]
- トークと歌とものまね酒場〜トゥーモ〜（2024年6月20日[26]、27日[27]、チバテレ） - 小泉遥香と共に出演
- アッコにおまかせ!（2024年10月6日、TBS系列）[28]
- ウワサの天才!!カンパニー[注 1]（2024年10月13日、日本テレビ）[29]
- 爆笑そっくりものまね紅白歌合戦スペシャル（2024年10月26日、フジテレビ系列）[30]
- 千鳥の鬼レンチャン（2024年11月17日、フジテレビ系列）[31]
- ポケモンとどこいく!?（2025年1月26日、テレビ東京系列） - 辻野かなみと共に出演[32]
- ARNE（2025年2月19日[33]、2月26日[34]、FBS福岡放送） - 菅田愛貴と共に出演
- ちょっと福岡行ってきました!（2025年3月15日、テレQ） - 菅田愛貴と共に出演[35]
- みんなのベスト紅白「あなたが選ぶ!みんなのベスト紅白 放送100年スペシャル!」（2025年3月25日、NHK総合） - ゴールデンボンバー「女々しくて」のパフォーマンスに出演[36][37]
- DayDay.（2025年3月31日、日本テレビ系列） - 菅田愛貴と共に出演[38]
- 天才!!カンパニー（2025年4月19日[39]、4月26日[40]、5月3日[41]、日本テレビ）
- 開演まで30秒!THEパニックGP（2025年4月28日深夜、日本テレビ系列）
- シューイチ（2025年5月3日 - 、日本テレビ系列）[42] - 「シューイチ★セブン」リポーターとして土曜に不定期出演[43]
- ダウンタウンDX（2025年5月8日、日本テレビ系列）[44]
- SAVE MONEY（2025年6月21日、6月28日、中京テレビ）[45]
- 最強LINEグループ旅（2025年7月12日、7月19日、フジテレビ）[46]
- ニノさん（2025年7月25日、日本テレビ系列）[47]
- ラヴィット!（2025年7月30日[48][注 2]、TBS系列）
- ゾンターク〜おどりのほし〜（2025年7月31日、8月7日、14日、21日、28日、NHK Eテレ）[49] - 7月31日は全国放送、8月の4回は九州・沖縄地方向け、菅田愛貴と共に出演
- 音道楽√（2025年8月15日、読売テレビ）
- チャリ飯旅9 魅力度日本一！函館で港町グルメ＆極上スイーツ食べ尽しSP（2025年8月17日、テレビ東京）

### ラジオ
- 60TRY部（RFラジオ日本） - スペシャルパーソナリティとしては2021年10月21日に3時間出演[50]
- ミューコミVR（ニッポン放送） - 2022年3月6日に辻野かなみと共に出演
- ジェネZZ（BAYFM、2022年4月5日 - 2024年9月24日） - 森本晋太郎（トンツカタン）と共にDJを務めた[51][52]
- 吉川ひよりの超♡まっ茶りタイム!（FM FUJI、2024年10月7日 - 、毎週月曜20:00 - 20:56） - 冠番組MC

### 舞台
- 少女劇団いとをかし第二回公演『ともだちの数え方』（2015年1月31日・2月1日、ラゾーナ川崎プラザソル）
- 少女劇団いとをかし第三回公演『シーパー』（2015年9月5日・6日、川崎市アートセンターアルテリオ）
- 少女劇団いとをかし第四回公演『シーパー REMAKE』（2016年2月13日・14日）
- 藤原たまえプロデュース『GIRLS TALK TO THE END』（2020年2月4日〜2月9日、千本桜ホール）

### CM
- 株式会社ジュピターテレコム「J:COM MOBILE」（2017年、J:COM）

### WEB
- ドラマ「小夏の放送室〜先生との恋、卒業〜」（2021年3月31日配信、auスマートパスプレミアム）[53][54]

### イベント
- 「男・組長祭2021」「女・組長祭2021」（2021年10月16日・17日、渋谷区文化総合センター大和田 さくらホール） - 杏ジュリアとMCを担当
- 「AYAKARNIVAL 2021」（2021年11月17日、日本武道館） - 超ときめき♡宣伝部としての出演のほか、高城れに・杏ジュリアとの3人組グループ「らんち♡たいむ」としてオープニングアクトにも出演。
- 「ReZeneration NEXT FES」（2022年11月29日、横浜 1000 CLUB）- ラジオのレギュラー番組「ジェネZZ」で共演するトンツカタン森本とMCを担当
- LARME FES'25（2025年10月26日、東京ガーデンシアター）

### 生誕祭
1. 2016年8月11日 - 〜びっちょり祭り　びっちょり3〜ひよりん生誕祭（東京・ららぽーと豊洲）
2. 2017年8月19日 - ときめき♡グリーンひよりん生誕祭（東京・玉川区民会館）
3. 2018年8月11日 - ときめき♡グリーンひよりん生誕祭（東京・八王子市南大沢文化会館）
4. 2019年8月10日 - ときめき♡グリーンひよりん生誕祭（東京・Mt.RAINIER HALL SHIBUYA）
5. 2020年8月8日 - 超ときめき♡グリーンひよりん生誕祭　「ひよりん日和2020」　※無観客生配信ライブ
6. 2021年9月18日 - 超ときめき♡グリーン吉川ひより生誕祭　「ひよりん日和2021」　※無観客生配信ライブ
7. 2022年8月12日 - 吉川ひより生誕Youtubeトーク生配信♡ ※YouTube生配信[55]
8. 2023年8月12日 - 吉川ひよりバースデイパーティー生配信♡ ※YouTube生配信[56]
9. 2024年8月11日 - 吉川ひより誕生日生配信♡ #とき宣ひよりん誕生日 ※YouTube生配信[57]
10. 2025年8月12日 - 吉川ひより誕生日生配信♡ #とき宣ひよりん生誕祭 ※YouTube生配信[58]

### その他
- 昭和学院中学校・高等学校 ＜広告＞
- 日本コカ・コーラ「コカ・コーラネームボトル」＜広告＞（2015年）
- 夕刊フジ（2021年10月20日）

## 作品

### ソロ曲
- 吉川ひより（超ときめき♡宣伝部）「来世でも誇れる人生をっ！」 - 作詞も担当、作曲・編曲はONIGAWARA、2025年8月13日配信リリース

### 楽曲提供
- 超ときめき♡宣伝部「未完成ガール」 - 作詞[8][59]

## 超ときめき♡宣伝部としての活動
担当カラーは「超ときめき♡グリーン」。出席番号は6(デビュー当初は4)。
公式ファンクラブ「超ときめき♡宣伝本部」でメンバーコンテンツ「ひよりんの即興占い」を毎週日曜日に更新している。
辻野かなみ・坂井仁香とは、吉川が「少女劇団いとをかし」に第2回公演から参加したのが最初の出会い。小泉遥香とはその前のオーディションで出会ったという。2015年4月に4人とも結成メンバーとなる。
2015年12月27日のクリスマスライブで「ときめき♡宣伝部は期間限定ユニットなのか？」と決断を1人ずつ迫られる場面があり、「ときめき♡宣伝部のみんなと過ごす時間は言葉に現せないぐらい楽しい時間なんです。これからもときめきグリーンとして続けさせてください！」とグループ継続を熱望した。当時の心境について「ひよりは続ける以外の考えはなかったです。だってひより、とき宣がなくなったらどうなるかわかんないもん。とき宣に救われてるから、自分がここにいられる以上はいたいなって。」と振り返る。
2019年4月のインタビューで「活動し始めた頃、MCで全然しゃべってなかったと思う。」「（お笑いについて）もともと人を笑わせるためにふざけるのは好きなんです」「今ではライブ中に小ネタをやることが多いですし、自分の立ち位置を見つけられたことはとき宣にいて大きく変わったことですね。」と成長を語った。
2021年5月30日のアリーナ立川立飛ワンマンライブにて、MCで吉川が発した「アイドルって楽しい」という言葉が、楽曲「超ステップアップ」の歌詞に採用された。
結成メンバーの辻野かなみとは特に仲が良く（かなぴよ）、ホームパーティーを開催したり、海外旅行へ行ったりしている。2人でシンガポールへ行った際に、「最上級にかわいいの!」を踊れる日本好きのインドネシアの女の子と遭遇したエピソードがある。2024年に吉川が作詞した楽曲「未完成ガール」で、辻野が念願だった歌い出しパートを初めて担当した。
メンバーの並びで隣の菅田愛貴とは「あきぴよ」と呼ばれている。菅田がグループに加入して間もなく1人で数十曲の振りや歌を一気に覚えレッスンを受けていたころ、階段ですれ違った吉川から「頑張ってね」と自然に言われ、そのやさしさに涙が出たエピソードがある。その後ネガティブになることもあった菅田に、吉川は近くで肯定的な言葉をかけ続けポジティブに変えた。菅田の話をニコニコときく聞き上手でもあり、菅田は吉川とくっついていて安心するという。
2024年8月12日、ツアー愛知公演にて23歳の誕生日を迎えた吉川は、名古屋スイーツ「ぴよりん」23個などでお祝いされた。